# Списак места Светске баштине у Демократској Републици Конго
Организација Уједињених нација за образовање, науку и културу (УНЕСKО) означава и штити локалитете светске баштине. Ови локалитети имају универзалну вредност, као културна или природна баштина. Локалитете номинује земаља потписнице Конвенције о Светској баштини УНЕСКО-а, установљене 1972. године. Културно наслеђе се састоји од споменика (као што су архитектонска дела, монументалне скулптуре или натписи), групе зграда и локалитета (укључујући археолошка налазишта). Природне карактеристике (које се састоје од физичких и биолошких формација), геолошке и физиографске формације (укључујући станишта угрожених врста животиња и биљака), природни локалитети који су важни са становишта науке, очувања или природне лепоте, дефинишу се као природно наслеђе. Демократска Република Конго је потписала конвенцију 23. септембра 1974. године, чиме су њена историјска места испунила услове за уврштавање на листу.
Конго има пет локалитета светске баштине, а сви су заштићени због светског значаја природе. Национални парк Вирунга био је први локалитет у ДР Конгу који је уписан на листу (1979). Четири локалитета су тренутно наведена као угрожена због претњи као што су криволов и крчење шума. Национални парк Салонга је био наведен као угрожен између 1999. и 2021. године. На прелиминарној листи се налазе још четири локалитета.

## Списак локалитет
УНЕСКО сврстава локалитете под десет критеријума; сваки локалитет мора да испуњава барем један од критеријума. Критеријуми од I до VI су културни, а од VII до X су природни.
| Локалитет                    | Фотографија                                     | Локација                          | Година уписа | УНЕСКО подаци              | Опис |
| ---------------------------- | ----------------------------------------------- | --------------------------------- | ------------ | -------------------------- | --- |
| Национални парк Вирунга      | A mountain gorilla                              | Северни Киву, Итури               | 1979.        | 63; vii, viii, x (природа) | Национални парк Вирунга обухвата активни ланац вулкана у планинама Рувензори, међу којима највиши врхови достижу висину вишу од 5.000 метара и прекривени су сталним ледницима. Ове планине су део Источноафричког рифта. Парк обухвата широк спектар различитих станишта, од афромонтанских шума до мочвара, степа и шуме низија, због чега је биодиверзитет у националном парку веома богат. У њему живе врсте као што су планинска горила (на фотографији), источна низијска горила, шимпанза, велики број нилских коња, као и угрожене врсте попут окапија и рувензоријски дјукер. Од 1994. године овај локалитет се налази на списку угрожених подручја због претњи по дивљи свет, збиг криволова и крчења шума.                                |
| Национални парк Гарамба      | An aerial look at the savanna and river scenery | Хаут-Уеле                         | 1980.        | 136; vii, x (природа)      | Парк се налази на прелазу између тропских шума и западносуданске саване. Обухвата разноврсне типове станишта који укључује савану, шуме, мочваре и травнате површине. Велике сисаре у парку чине слонови, жирафе, нилски коњии, лавови, пегаве хијене и неколико врста антилопа. У време уписа на листу Светске баштине, парк је био дом последње дивље популације северног белог носорога (сада вероватно изумрле врста дивљини). Првенствено због претњи по носороге изазваних криволовом, локација је уписана на списак угрожених места светске баштине 1984. године. Пошто се ситуација поправила, парк је уклоњен са списка угрожене баштине 1992. године, али је поново уврштен као угрожена баштина 1996. године, када је криволов настављен. |
| Национални парк Кахузи Биега | Aerial view at a tropical forest                | Северни Киву, Јужни Киву, Маниема | 1980.        | 137; x (природа)           | Национални парк се налази у Источноафричком рифту, претежно је прекривен тропским шумама које су станиште угрожене источне низијске гориле, као и заштићених примата као што су шимпанзе, црно-бели колобус мајмун, брадати заморац и Cercopithecus hamlyni. Други сисари у парку укључују: дивљу шумску свињу, водену генетку, џиновску шумску генетку и бонга антилопу. Парк обухвата и субалпска станишта на падинама два угашена вулкана. Од 1997. године, локалитет се налази на листи угрожених подручја због политичке нестабилности у овом делу Африке, прилива избеглица и пораста експлоатације дивљих животиња. |
| Национални парк Салонга      | An aerial view of a river in a tropical forest  | Чуапа, Санкуру, Касај, Мај-Ндомбе | 1984.        | 280; viii, ix (природа)    | Национални парк садржи велике, углавном неузнемирене и тешко приступачне области покривене тропским прашумама, мочварама и галеријским шумама. Неки делови парка никада нису били научно истражени. Парк се састоји из два одвојена дела, па ће у будућности бити потребно направити путеве који ће их повезивати. Неке од животињских врста које настањују парк су: бонобо, конгоански паун, афрички шумски слон и централноафрички крокодил. У периоду од 1999. до 2021. године локалитет се налазио на списку угрожених локалитета због повећаног криволова, незаконитог присвајања земљишта и последица оружаних сукоба. |
| Резерват природе Окапи       | A zoo specimen of okapi                         | Хаут-Уеле, Итури                  | 1997.        | 718; x (природа)           | Резерват природе Окапи се налази у прашуми Итури. Као плеистоценско рефугијум, ова шума садржи густе зимзелене и полузимзелене шуме у којима доминирају стабла мбау (Gilbertiodendron dewevrei). Резерват је станиште окапија (на фотографији је јединка у зоолошком врту), као и шест врста дјукера, водене генетке, џиновске шумске генетке и 17 врста примата, укључујући шимпанзе. У резервату живе и номадске заједнице пигмеја Мбути и Ефе. Од 1997. локалитет се налази на списку угрожених локалитета због криволова, пљачке и илегалне експлоатације злата у овом подручју. |

## Прелиминарни списак
Поред локалитета уписаних на листу светске баштине, државе чланице могу да одржавају прелиминарни списак локалитета, који касније могу да буду размотрени за званичну номинацију и заштиту. Номинације за укључење на списак светске баштине се прихватају само ако је локалитет претходно био наведен на прелиминарној листи. Демократска Република Конго има четири локалитета на својој прелиминарној листи.
| Локалитет              | Фотографија                                              | Локација        | Година уписа | УНЕСКО подаци   | Опис |
| ---------------------- | -------------------------------------------------------- | --------------- | ------------ | --------------- | --- |
| Димба и Нгово пећине   |                                                          | Централни Конго | 1997.        | (мешовито)      | Димба и Нгово пећине су археолошка налазишта са бројним археолошким налазима. Археолошким истраживањима су откривене су камене алатке и фрагменти керамике из позног каменог доба (од 18050. до 650. године пре нове ере), као и фрагменте керамике из 16. и 17. столећа. |
| Матупи пећина          |                                                          | Итури           | 1997.        | (мешовито)      | Пећина је археолошко налазиште са траговима људског присуства који обухватају период дужи од 40.000 година током позног каменог доба. У пећини су пронађени неки од најранијих доказа у свету о употреби микролита за израду алата. |
| Упемба депресија       | Satellite image, false colour, of a lake in a depression | Хаут-Ломами     | 1997.        | (мешовито)      | Упемба депресија (на сателитској фотографији) садржи највећа гробља у подсахарској Африци, са више од 40 археолошких налазишта, од чега је шест делимично истражено. Налазишта обухватају период од око 2300. године пре нове ере до 20. столећа. Овде се налазе и Кисалијске гробнице, које су важне за историју народа Луба који живи на овом подручју. |
| Национални парк Ломами | A monkey with a black face in a forest                   | Маниема, Чопо   | 2024.        | ix, x (природа) | Национални парк Ломами се налази у источном делу басена Конга. Покривен је густим тропским шумама и саванама. Река Ломами омеђује западну границу парка и представља биогеографску баријеру која је директно утицала је на еволуцију животињских врста; на пример, популације бонобоа на две обале реке генетски су и морфолошки различите. Остале животиње које живе у парку су: окапи, конгоанског пауна, афричког шумског слона, Cercopithecus dryas (на фотографији) и лезулу, врсту мајмуна која је откривена тек 2012. године. |